# Archytas pilifrons
Archytas pilifrons là một loài ruồi trong họ Tachinidae.